# Municipio di Tartu
Il municipio di Tartu (in estone Tartu raekoda)  è la sede dell'amministrazione comunale della città di Tartu, in Estonia, ed è considerato uno dei simboli della città insieme al vecchio ponte in pietra Kivisild. È situato nel centro della città, a poche decine di metri di distanza dal fiume Emajõgi e dal ponte Kaarsild.

## Storia

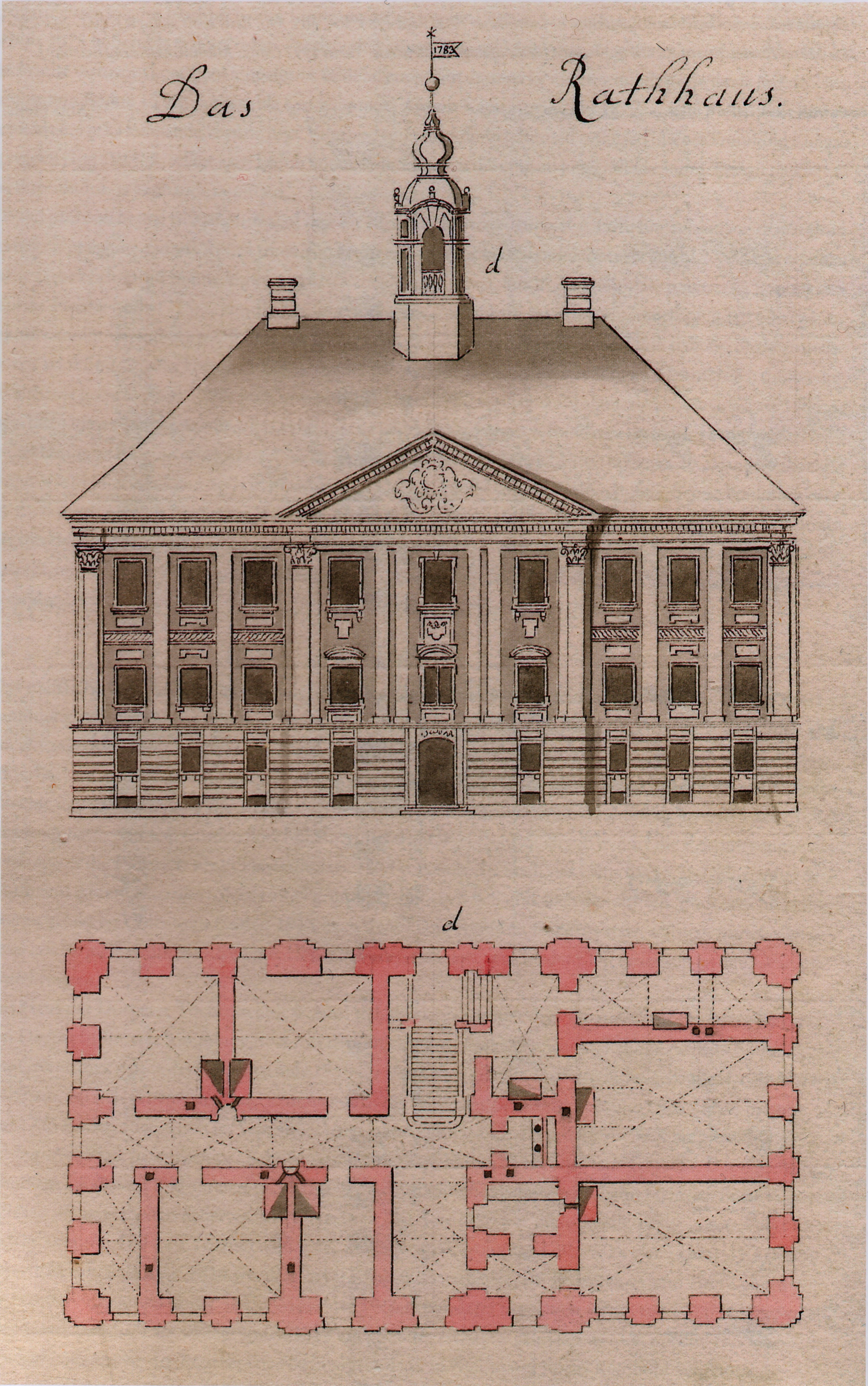
La facciata e la pianta dell'edificio

L'edificio venne costruito tra il 1782 e il 1789, su progetto dell'architetto di origine tedesca Johann Heinrich Bartholomäus Walther, in seguito al grande incendio che nel 1775 aveva distrutto gran parte della città, compreso il precedente edificio del comune.
Nel tempo i locali del palazzo hanno avuto diverse funzioni: inizialmente nel piano seminterrato e nell'ala sinistra del piano terra si trovava una prigione, mentre nell'ala destra vi era una pesa pubblica. Nei due piani superiori, a cui si accede tramite una scalinata che parte direttamente dal portone al centro della facciata principale, si trovano gli uffici comunali, e una volta vi si trovavano anche alcune aule di tribunale. Negli anni la disposizione dei locali del piano terra è stata completamente ridisegnata, e dopo la prigione vi hanno trovato posto per un certo periodo degli uffici bancari. Al giorno d'oggi nell'ala sinistra si trova un centro visitatori, mentre dal 1922 il piano terra dell'ala est ospita una farmacia. I piani superiori non hanno invece subito molte modifiche, e sono ancora usati come uffici comunali.
Nel 2001 è stato installato nella torre dell'orologio un carillon composto da 18 campane in bronzo realizzato a Karlsruhe in Germania. Nel 2016 il carillon è stato ingrandito con l'installazione di 16 nuove campane, facendolo diventare il più grande del paese e una delle principali attrazioni turistiche della città.

## Descrizione

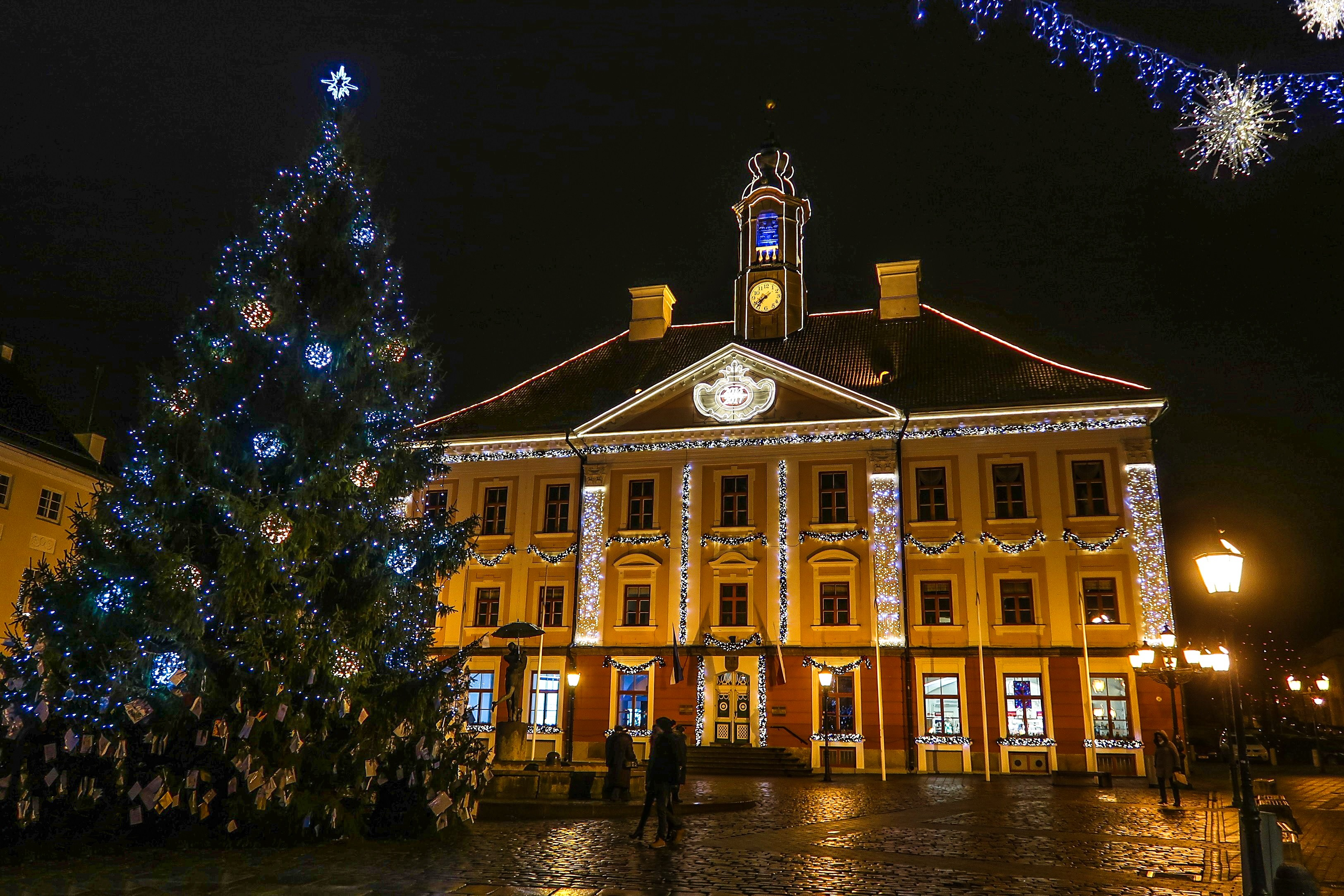
Il municipio decorato per le feste di Natale

Esteriormente l'edificio mostra un insieme di stili neoclassico, barocco e rococò: a pianta rettangolare, è caratterizzato da una facciata principale in stile neoclassico con tre pieni e nove aperture a piano. Al centro della facciata si trova un avancorpo leggermente sporgente, sormontato da un timpano con al centro una decorazione in stile rococò. Le facciate laterali, più corte, presentano la stessa suddivisione in piani e la stessa decorazione della facciata principale, ma con solo cinque aperture per lato.
L'edificio è sormontato da un ampio tetto a falde, al centro del quale si innalza la torre dell'orologio di stile barocco, costruita nel 1784, che ospita un carillon di campane. Lo stile del palazzo ricorda quello del municipio di Narva, costruito nella seconda metà del XVII secolo.